# Peter Christian Bruun
Peter Christian Bruun (26. december 1784 – 26. oktober 1852) var en dansk kgl. kapelmusikus og godsejer, far til Rudolph Bruun.
Han var elev af Philip Seydler og blev fløjtenist i Det Kongelige Kapel. Friedrich Kuhlau skrev sine virtuost anlagte tre fløjtekvintetter, opus 51 specielt med henblik på Bruun og hans kunnen. Niels Peter Jensen var elev af Bruun.
I 1818 købte Bruun Falkonergården på Frederiksberg og indrettede en vokslysfabrik på gården.
Siden købte den velhavende Bruun et hus på Amagertorv og i 1842 herregården Stenalt for 227.000 rigsdaler.
Han blev gift med Annette Christiane Lange (død 1862), datter af Christian Lange til Eskær (1754-1823) og Helene Elisabeth von Folsach (1763-1844).